# Dredg
Dredg är ett progressivt rockband bildat 1993 i Los Gatos, Kalifornien, USA.
Gruppens första album, Leitmotif, släpptes 2001, samma år som de skrev under med skivbolaget Interscope. Skivan hade då varit klar och sålts i tre år, men släpptes igen av skivbolaget som en kick-off inför en turné.
2002 släpptes uppföljaren, El Cielo, vilken följdes av en turné genom USA. 2005 släppte Dredg Catch Without Arms, deras första album att gå upp på Billboard 200. Sedan albumet slagit igenom följde ytterligare en turné, där de bland annat spelade in en konsert som släpptes under namnet Live at the Fillmore.

## Medlemmar
- Gavin Hayes – sång, gitarr, slidegitarr (1993– )
- Drew Roulette – basgitarr, synthesizer (1993– )
- Mark Engels – gitarr, bakgrundssång (1993– )
- Dino Campanella – trummor, piano, orgel (1993– )

## Diskografi
Studioalbum
- 2001 – Leitmotif
- 2002 – El Cielo
- 2005 – Catch Without Arms
- 2009 – The Pariah, the Parrot, the Delusion
- 2011 – Chuckles and Mr. Squeezy

Livealbum
- 2006 – Live at the Fillmore

EP
- 1996 – Conscious
- 1997 – Orph
- 2002 – Extended Play for the Eastern Hemisphere